# Elena Trofimenko

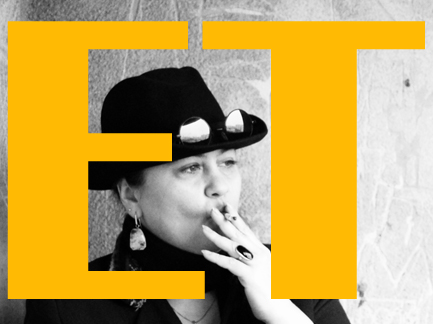
Trofimenko, 2010

Elena Nikolayevna Trofimenko (en cirílico ruso: Еле́на Никола́евна Трофиме́нко, Minsk, 20 de marzo de 1964) es una directora, guionista, poetisa y actriz bielorrusa.

## Biografía
Su madre era contable y su padre trabajaba en electrecidad. Tiene un hermano llamado Nicolái que es mecánico. Casada con el cámara Leonid Iourievitch Terechko, tiene un hijo llamado Yaroslav.
Estudió filología francesa y trabajó en la televisión bielorrusa de 1982 a 1989. Comenzó a producir y dirigir películas y en 1989 la aceptaron en la Academia Estatal de Arte de Bielorrusia. Se graduó en 1994.
Después, recibió una beca para continuar sus estudios en Francia, donde dirigió una película documental y recibió una subvención del gobierno francés. Al regresar en 1996, fue directora de Belarusfilm. En 1998, se completó su primer largometraje y la aceptaron como miembro de la Asociación Nacional de Directores de Cine. Además de películas de ficción, continuó produciendo documentales y participó en festivales de cine en Rusia, Ucrania, Polonia y Alemania.
En 2012, Trofimenko publicó una colección de poemas y ha estado actuando desde 1990.